# Jan Křtitel Lachenbauer
Jan Křtitel Lachenbauer, O.Cr., německy Johann Baptist Lachenbauer (31. ledna 1741 Broumov – 22. února 1799 Brno) byl biskup brněnský, farář u sv. Karla ve Vídni a rektor gener. semináře též ve Vídni.

## Život
Byl přívržencem josefinského osvícenství a vynikal skvělým uměním kazatelským. Jako brněnský biskup působil 13 let a zvlášť se zapsal u chudého lidu svou neobyčejnou dobročinností. Na kněze byl vysvěcen v roce 1764. Brněnským biskupem byl jmenován 11. listopadu 1786 a papež to potvrdil 29. ledna 1787. O brněnskou katedrálu se zasloužil tím, že pořídil obrazy na čtyři boční oltáře.